# Литвини
Литви́ни (біл. ліцьвіны, літвіны, lićviny, litviny) — це етнонім, який застосовували в слов'янських мовах до народів Великого князівства Литовського, яке розпочалося у власній Литві у XII столітті.
- слов'янське населення північної частини Великого князівства Литовського (ВКЛ) нарівні з русинами (білорусами та українцями), а також і до населення ВКЛ у цілому;[3]
- балти-литовці;

Спочатку пов'язаний із назвою «Літва» (Litová/Lituae, територією трикутника «Гродно-Полоцьк-Мінськ») вже з XI ст., а з виникненням Великого князівства Литовського (1240—1791) поширився на жителів князівства (а також на державну мову). За іншою версією (комуністичного режиму) — із самоназвою балтійської етноплемінної групи «литва» (хоча археологами такої групи не знайдено: є етноніми «ятвяги», є «жемайти», є «ліви» — та «литви» немає).

## Литвини— назва підданих ВКЛ— білорусів і (рідше) українців
Поширена в Україні стародавня назва слов'ян ВКЛ (сучасних білорусів і українців) — «литвини». Досі ми можемо зустріти багато вихідців з українського Полісся та Білорусі з прізвищами: Литвин, Литвиненко, Литвинов, Литвинчук, Литвиник, Литвинюк.
Згідно з Литовським Статутом 1588 р. посади могли займати особи «давніх продков того Велікого князства Літовского урожоний літвін, русін і жамойт». Де литвин — аукшайт-литовець, русин — українець і білорус, жамойт — литовець-жемайтієць. За редакцією Статуту 1560-х років, посади міг обіймати лише литвин і русин.

## Литвини— балтійський народ у білоруській думці
Згідно з літописними джерелами були близькими Ятвягам, іншому балтомовному народу. Разом з ними займали басейни річок Вілія, середнього та верхнього Німану і місцями середнього Західного Бугу. Згідно з літописом через їхні землі приблизно у 500—600 роках пройшли з польської Померанії Ільменські Словени, Псковські і Окські Кривичі. Згідно з дослідженням білоруського спеціаліста Віктора Вераса, багато назв річок у Псковії і Новгородщині збігаються з назвами річок Ятвягії і Литви, що мають балтомовне походження.

## Литвини— громадяниВеликого князівства Литовського
Руські землі становили 90 % території князівства. Офіційною мовою була староруська (вона ж староукраїнська та старобілоруська). Застосовувалася в Україні до всіх мешканців князівства незалежно від національності.

## Литвяки— етнографічна частина українців
Етногеографічна група українців нарівні з іншими: гуцули, бойки, лемки і поліщуки.

### Етнічна територіялитвяків
Нині литвяки живуть на крайній півночі України по обох боках Десни в середній її течії та по ряду її приток (річки Івотка, Свірж, Бичиха, Знобівка (Зноб) і Смяч). Сіверщина — територія формування литвинів на схід від Десни, включає не лише північно-східні частини Сумщини та Чернігівщини, але й ряд суміжних з Україною районів Гомельської області Білорусі й Орловської, Брянської та Курської областей Росії. Північно-східна межа цієї території пролягає приблизно вздовж річки Знобівки по кордону з Росією. Повертаючи на південь, межа розселення литвинів іде вздовж залізниці від Середини-Буди до Ямполя і через села Білиця, Антонівка, Івот уздовж річки Івотки тягнеться на захід до Десни й села Погрібки. На правому боці Десни вона пролягає поблизу Сосниці, Мени, Березни та Ріпок, повертаючи на північ у бік Гомельської області Білорусі. Точне визначення західних і північних меж потребує додаткових досліджень. Згідно з працями О. Шафонського і Я. Марковича у XVIII столітті територія, яку на Гетьманщині називали Литвою, а населення її — литвинами, простягалася в бік Білорусі і Росії далі, аніж тепер.

### Походження назви
Походять з племені Сіверян. Зміною назви «литвини» завдячують державно-політичним чинникам від довшого перебування Сіверщини, ніж інших українських земель, у складі Великого князівства Литовського, що зумовило її відрив на певний час від України і більшу збереженість у її населення культурно-побутової й мовної архаїки. Як свідчить словник української мови П. Білецького-Носенка (1843), ще в середині XIX століття під Литвою розуміли частину України від Десни до Смоленської губернії і Білорусі.
Поет-чернець Климентій Зиновіїв писав, що литвини, за стародавнім поганським звичаєм працювали в неділю, а відпочивали в п'ятницю.

### Походження етнічної групи
У давньоруську добу Сіверщина була досить залюднена. На її території виявлено залишки численних поселень і могильників ІХ-ХІІ століть. Саме на цих теренах чинився опір степовим кочовикам половцям. Новгород-Сіверський князь Ігор 1183 року здійснив проти них перший, а 1185 року — другий похід, який закінчився, як відомо, невдачею. У Середньому Наддесенні кілька сіл відомі ще з тих часів. На правому березі Десни одним з них є село Шептаки. Можемо стверджувати, що основна маса сільського населення краю є етнічно стабільною з І тисячоліття нашої ери. Поліське Наддесення найменше потерпіло від татаро-монгольської навали ХІІІ століття, вона не внесла помітних змін до етнічного складу його сільської людності, яка в умовах Полісся мала змогу сховатися від ворожої кінноти в пралісах та болотах.
Литвини Чернігівщини — це аборигенне «руське» населення, що внаслідок замкненості сільського життя в минулому й віддаленості від великих адміністративно-політичних і промислових центрів, головних комунікаційних сполучень у новий час залишалося сталим у генетичному відношенні принаймні з часів Київської Русі. Вони стійко зберігали аж до початку XX століття «руську» самосвідомість. Перебуваючи на периферії і водночас перехресті формування східнослов'янських народів, вони називали себе «русинами». При цьому категорично відмежовувалися від росіян («кацапів», «москалів» — у їхній мові). До назви «литвини» ставилися негативно, вважаючи її образливою. Українська свідомість, як і самоназва «українці», остаточно утвердилася серед жителів півночі України в 1920-ті роки.

## Номінистичний слід в Україні
Досі можна зустріти багато вихідців з Білорусі з прізвищами: Литвин, Литвиненко, Литовченко, Литвинов, Литвинець, Литвинчук.
Під Дніпром існує селище Сурсько-Литовське білоруських переселенців з Дубровно Вітебської області.